# Rödklöversandbi
Rödklöversandbi (Andrena intermedia) är en biart som beskrevs av Thomson 1870. Det ingår i släktet sandbin och familjen grävbin. Inga underarter finns listade i Catalogue of Life.

## Beskrivning
Rödklöversandbiet har blekbruna hår på mellankroppens ovansida, hos honan ofta med ett inslag av grått. Honans bakskenben och deras behåring är varmt gulfärgade. Hanen har i stället mörkare, rödbrun till orange behåring på bakskenbenen. Även ryggen har blekbrun behåring, och med smala, vita hårband på bakkanterna av tergiterna 1 till 4 hos honan, 2 till 4 hos hanen som är avbrutna på mitten av de tre respektive två främre tergiterna. Kroppslängden varierar mellan 11 och 12 mm hos honan, 7 till 9 mm hos hanen.

## Ekologi
Habitatet består av skogsbryn och -gläntor, ängar, sandhedar, sand- och grustag, betesmarker och vägrenar. Arten flyger under juni till juli och är specialiserad på ärtväxter som klöversläktet, vickersläktet, vialer, käringtandssläktet, ginstsläktet med flera.
Arten är solitär, honan har ensam ansvaret för avkomman. Som hos alla sandbin grävs boet ut i marken. I samband med parningen är hanarna så kallade patrullerare, de flyger runt i bestämda banor sökande efter parningsvilliga honor.

## Utbredning
Utbredningsområdet omfattar större delen av Europa med undantag för Brittiska öarna och större (västligaste) delen av Iberiska halvön söderut till Ukraina samt i sydöst till Turkiet och Iran.
I Sverige finns rödklöversandbiet i större delen av landet med undantag av Gotland och sedan 1950-talet även Skåne och Öland. I Finland förekommer arten från Lapplands kust och Norra Österbotten söderut till Åland och sydkusten. Arten är emellertid betydligt vanligare söderut. Arten är klassificerad som livskraftig (LC) både i Sverige och Finland.